# Erepta stylodon
Erepta stylodon је пуж из реда Stylommatophora и фамилије Helicarionidae.

## Угроженост
Ова врста је крајње угрожена и у великој опасности од изумирања.

## Распрострањење
Ареал врсте је ограничен на једну државу. 
Маурицијус је једино познато природно станиште врсте.